# Alarich Alban Herwig Ludwig Kress
Alarich Alban Herwig Ludwig Kress (1932) es un botánico alemán, que se desarrolló académicamente en el Jardín Botánico Nymphenburg de Múnich.

## Obra
- 1999. Ein Name für eine Gartenhybride: Androsace × schachtii. Zur Kenntnis der iberischen Androsace vitaliana (L.) Lapeyr. Zur Kenntnis der iberischen Primula elatior. Volumen 14 y 16 de Primulaceen-Studien. Ed. Selbstverl
- 1993. Zur Typisierung von: Androsace lactea, A. obtusifolia, A. vitaliana, Soldanella clusii, S. hungarica, S. hungarica ssp. major, S. montana, S. montana ssp. faceta. Die Gattung Soldanella bei Clusius. Vol. 11 de Primulaceen-Studien. Ed. Selbstverl. 26 pp.
- 1992. Der Alpengarten am Schachen. Ed. Selbstverlag Botanischer Garten München. 64 pp.
- 1991. Primulaceen-Studien. Vol. 3. Ed. A. & I. Kress. 50 pp.
- franz Schötz, alarich Kress. 1990. Die Freilandanlagen des Botanischen Gartens zu München: ein Führer. Ed. Selbstverlag Botanischer Garten München. 160 pp.
- 1985. Festschrift zum ersten Sänger-Fest verbunden mit Gesang-Wettstreit des Fulda-, Hann-, Ulster-, Simthal- Sängerbundes veranstaltet von den Gesang-Vereinen Fulda's 6, 7, 8 de julio de 1895. Ed. Uth. 84 pp.
- 1984. Primulaceen-Studien: Androsace cantabrica (Losa et Montserrat) Kress, ein Proteus unter den Mannsschilden?. Vol. 5
- franz Schötz, alarich Kress. 1975. Botanischer Garten München. Ed. Selbstverlag Botanischer Garten München. 96 pp.
- alarich Kress, franz Schötz. 1973. Gebirgspflanzen im Alpengarten auf dem Schachen: Ein kleiner Führer durch den Alpengarten des Münchener Botanischen Gartens auf dem Schachen bei Garmisch-Partenkirchen ( Montaña plantas en el jardín alpino en la Schachen: Una pequeña guía para el jardín alpino en el jardín botánico de Múnich en el Schachen en Garmisch-Partenkirchen). Ed. Selbstverlag Botanischer Garten München. 40 pp.
- 1963. Zytotaxonomische Untersuchungen an den Primeln der Sektion Auricula Pax. 50 pp.

## Eponimia
- (Araceae) Chlorospatha kressii Grayum[1]
- (Bromeliaceae) Guzmania kressii H.Luther & K.F.Norton[2]
- (Convallariaceae) Tupistra kressii N.Tanaka[3]